# Reptalus oleae
Reptalus oleae är en insektsart som beskrevs av Dlabola 1987. Reptalus oleae ingår i släktet Reptalus och familjen kilstritar.
Artens utbredningsområde är Turkiet. Inga underarter finns listade i Catalogue of Life.